# Conservatoire à rayonnement régional de Lille
 (août 2025).
Le conservatoire à rayonnement régional de Lille est un établissement d'enseignement artistique agréé et contrôlé par l'État (Direction générale de la Création artistique du ministère de la Culture et de la Communication), représenté par la direction régionale des Affaires culturelles (DRAC). Il a son siège à Lille (Nord, France). Il propose trois spécialités, musique, chorégraphie et art dramatique.

## Histoire
L'académie de musique de Lille est fondée en 1803 à la suite des efforts des membres de la Société du Concert depuis la fin du XVIIIe siècle.
Elle s'installe en 1808 dans des locaux construits par l'architecte lillois Benjamin Joseph Dewarlez à l'emplacement du cloître des chanoines de la collégiale Saint-Pierre détruit en 1792.
Un arrêté municipal du 31 juillet 1816 fixe le conservatoire comme une école municipale. L'établissement bénéficie alors de plusieurs sources de financement : l'État, la commune et la Société du Concert. À cette occasion, l'école et la Société du Concert fusionnent et deviennent l'académie de musique.
À l'origine, l'académie ne compte que deux classes (solfège et chant) et bien plus au fil des décennies suivantes :
- 1816 : solfège et chant (François Leplus)
- 1818 : instruments à vent (Jules Baur)
- 1819 : violoncelle (Louis Maes puis Jean Saint-Amans en 1830 suivi Pierre Baumann en 1832)
- 1823 : piano (Mme. Petit)
- 1830 : violon (François-Joseph Müller)
- 1833 : clarinette, basson et cor (Pierre Baumann)
- 1854 : flûte (Jules Herman)
- 1866 : harmonie (Victor Delannoy)
- 1874 : orgue (Jules Lefebvre-Müller)
- 1875 : trombone (Edmond Masurel)
- 1878 : contrebasse (Jules Darcq, père de Maurice Darcq)
- 1886 : déclamation lyrique (Queulain)
- 1890 : opéra-comique et diction (Edmond Riquier-Delaunay)
- 1898 : alto (Charles Queste) et harpe (Jean Risler)
- 1905 : contrepoint et fugue (Émile Pierre Ratez)[3]

L'académie est érigée en succursale du Conservatoire de Paris par ordonnance du 20 décembre 1826.
En 1970, l'école de musique devient conservatoire national de région, puis conservatoire à rayonnement régional en 2006.
Il dispose d'un auditorium de 400 places à l'acoustique remarquable et qui accueille nombre de concerts de l'Établissement d'enseignement supérieur à Lille (ESMD) et d'associations telle que Chambre à Part qui met en avant la musique de chambre dans la région lilloise.
Il comporte aussi une bibliothèque comptant plus de 40 000 ouvrages (partitions, livres et disques).

### Liste des directeurs successifs
Chrysostôme Bécu dit Bernon (né à Lille en 1798 et mort à Lille en 1858), journaliste, critique musicale dans L'Écho du Nord et compositeur, a été l'un des administrateurs du conservatoire.
Théodore Herlin (né à Lille en 1817 et mort à Lille en 1889) fut également l'un des directeurs du conservatoire et à l'origine de l'ouvrage L'Académie de Musique de Lille: Notes chronologiques extraites des archives.
- Victor Magnien (1854-1879)[3]
- Ferdinand Lavainne (1879-1891)[3]
- Émile Pierre Ratez (1891-1931)
- Edmond Gaujac (1931-1945)
- Robert Lannoy (1946-1979)
- Philippe Lefebvre (1979-2003)
- Christophe Duchêne (2003-2012)
- Jérôme Chrétien (2013-2016)
- Joël Doussard (2017-2020)[6]
- Éric Scrève (depuis 2020)

## Le CRR aujourd'hui

### Diplômes délivrés
Dans le domaine musical, le conservatoire propose trois cycles d’apprentissage, appelés 1er, 2e et 3e cycles (ce dernier se divisant en une formation à la pratique amateur, et en un cycle spécialisé). Les deux premiers cycles se concluent par un diplôme de fin de cycle et le 3e cycle, par un diplôme d'études musicales.
Concernant la danse, aussi nommées « études chorégraphiques », plusieurs diplômes permettent de sanctionner un parcours amateur ou professionnel. À l'issue des 1er, 2e et 3e cycle, l'étudiant peut obtenir un diplôme de fin de cycle ; pour le 3e cycle, en cas de poursuite dans la voie professionnelle, l'étudiant a besoin de sanctionner ses études par un diplômes de pratique de la danse, un diplôme de formation musicale (étude des rythmes), un diplôme d'histoire de la danse et un diplôme d'anatomie. 

### Enseignement
Dans le domaine musical, le conservatoire donne un enseignement concernant les cordes (violon, alto, violoncelle, contrebasse, harpe), les bois (flûtes, hautbois, basson, saxophone, clarinette), les cuivres (cor, trompette, trombone, tuba) ainsi que les instruments polyphoniques (piano, guitare, harpe, orgue, percussions). Des classes de musique ancienne et de jazz sont également organisées. Concernant la danse, trois enseignements sont donnés : la danse classique, la danse contemporaine et la danse jazz. L'élève poursuit les trois styles de manière équivalente pendant les trois premières années du 1er cycle (environs de 8 ans à 11 ans), puis décide d'une pratique dominante. Pour les élèves entrant en cycle à horaires aménagés, le choix de la dominante (classique ou contemporain) permet de conserver des cours de l'autre pratique, tandis que les élèves s'orientant vers un parcours « traditionnel » sont contraints d’abandonner l'autre discipline.

### Partenariats
Le conservatoire, en partenariat avec l’Éducation nationale, s’inscrit dans un cycle de classes à horaires aménagés dans le domaine musical. Les écoles élémentaires Lamartine (chant choral et pratique instrumentale), Diderot, Boufflers et Lalo (pratique instrumentale), le collège Carnot et le lycée Louis-Pasteur participent à ce cycle aménagé.
Les études au collège Carnot sont identiques aux autres élèves du collège: les musiciens et danseurs bénéficient d'un emploi du temps spécifique permettant de concentrer leurs cours sur les matinées et donc de pourvoir consacrer leurs après-midi aux enseignements du Conservatoire. Au lycée, la poursuite du parcours en horaires aménagés (souvent abrégées en "HA"), entraîne la préparation au baccalauréat Technique Musique et Danse, ce qui implique une réelle décision de la part de l'étudiant d'embrasser une carrière professionnelle. 